# Wasserturm Maribor

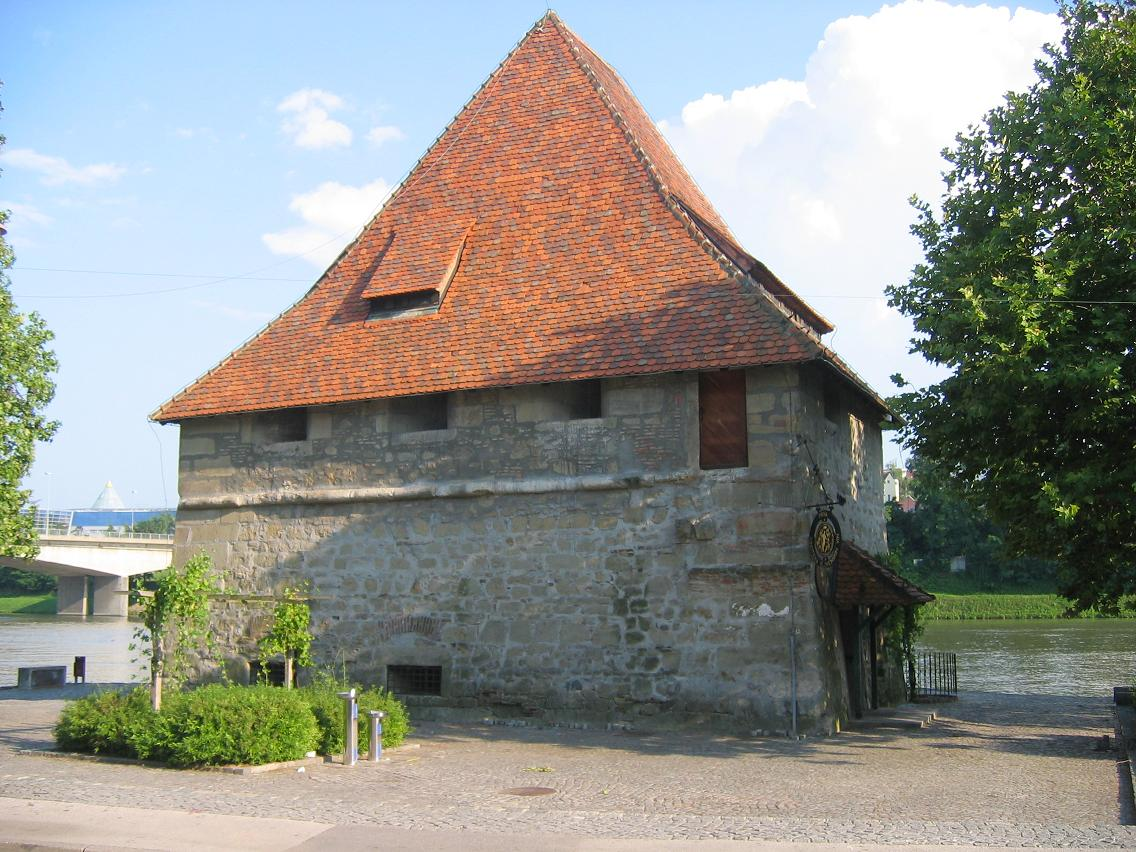
Wasserturm in Maribor, 2005

Vodni stolp  (deutsch: Wasserturm) ist der Name einer Festungsanlage an der Usnjarska ulica am linken Ufer der Drau in der Altstadt von Maribor im Osten Sloweniens ist ein Wehrturm aus dem 16. Jahrhundert. Das Bauwerk aus der Spätrenaissance ist ein geschütztes Kulturdenkmal.

## Geschichte
Der sogenannte Wasserturm (=Turm am Wasser) wurde als Teil der zwischen 1550 und 1562 erbauten Stadtbefestigung von Marburg errichtet. Neben der Burgbastei ist er der einzige erhaltene Teil der Stadtbefestigung auf der Ostseite der Altstadt.
In der zweiten Hälfte der 1960er Jahre, als das Mariborer Wasserkraftwerk gebaut wurde, war das Schicksal des Turms ungewiss. Seit der Stauung der Drau war geplant, den Turm zusammen mit einer weiteren Wasserfestung, der sogenannten Benetke, abzureißen. Während Benetke zerstört wurde, wurde der Wasserturm erhalten. Unter der Leitung des Mariborer Baumeisters Jože Požauk (1908–1995) wurde das 1500 Tonnen schwere Steingebäude zwischen 1967 und 1968 innerhalb von sieben Monaten um 2,6 Meter erhöht.

## Beschreibung
Der Wasserturm hat einen regelmäßigen fünfeckigen Grundriss und ist als Verteidigungsfestung aus massiven Ziegeln mit einem hohen Walmdach und einer einfachen Fassade errichtet. Letzterer ist durch Schlitze und ein halbrundes Gesims gegliedert. Zwei Türen führen in das keilförmige Gebäude, das dem Flussbett zugewandt ist. Über die Stadtmauer war die Anlage mit dem Judenturm verbunden.

## Heutige Nutzung
Im renovierten Turm befindet sich heute Gastronomie.